# Каджары (племя)
Каджа́ры (азерб. Qacarlar) — туркоманское племя. Каджары были представителями кызылбашских племён, опоры Сефевидского государства. В течение сефевидской эпохи каджары владели Карабахом, Чухур-Саадом, Астрабадом, Мервом, Мазандараном, а после падения государства вовсе вступили в борьбу за власть в Иране. В конце XVIII века Иран был объединён представителями Каджарской династии.

## Происхождение
Каджары — тюркское племя, переселившееся на территорию Ирана и Закавказья.
Точное происхождение каджаров доподлинно неизвестно, их прошлое туманно. Самое раннее упоминание какого-либо оймака с таким именем датируется 1492 годом в «Любб аль-таварих», где говорится, что каджарское войско поддержало Дана Халила Баяндура. Большинство членов клана, упомянутого в источниках как каджары, а именно, потомки Дана Халила ибн Кёр Мухаммеда ибн Гара Османа Баяндура, считали себя частью правящего дома Баяндур, основавшего династию Ак-Коюнлу, поскольку они в самом деле были потомками основателя этого дома, Гара Османа. Правление клана Дана Халила над племенем Ак Баят можно вспомнить в рассказах Деде Коркута, которые постоянно упоминают об огузском вожде Баяндур-хане. Связь между Деде Коркутом, баятским «менестрелем», и вождем Баяндур-ханом постоянно всплывает на всём протяжении повествования, указывая, что отношения между баяндурами и баятами были зафиксированы в устной литературе. Помимо этого туманного набора упоминаний, мало что известно о происхождении каджаров. Согласно Рождеру Сейвори, по всей видимости, к пятнадцатому веку племя каджаров проживало в анатолийской области Кайсери/Сивас, в качестве ветви туркоманов Боз-ок («Серая стрела»), признававших власть зулькадарских правителей Мараша и Эльбистана. В этот период племя делилось на четыре оба («палаток», или семейств): Агджакоюнлу, Агджалу, Шам-баяты и Йыва. Как минимум часть каджаров переселилась в Азербайджан после свержения династии Кара-коюнлу династией Ак-коюнлу (в 1467 году) и поступила на службу к первым правителям Аккоюнлу, а затем — к сефевидскому предводителю шейху Хайдару. Ко времени вышеупомянутого «Любб аль-таварих» каджары обосновались в Карабахе, который оставался их главной цитаделью до захвата этой территории османскими войсками под командованием Ферхада-паши в 1588/1589 году. Этот регион с центрами в Гяндже и Барде, включавший в себя горы над Агдамом, центральные долины и степи, смежные с Муганью, был знаменит своим мягким климатом (latafat-e hava), обилием растительности, своими преимуществами для кочевников и особыми качествами своих летних и зимних пастбищ. Эти богатые земли были пожалованы каджарскому племени в признание их службы династии Сефевидов. Неудивительно, что они не хотели покидать эти земли даже после завоевания области Османами в 1588 году.
Ряд советских и российских академических источников связывают появление Каджаров в ближневосточном регионе с монгольским и тимуридскими вторжениями. Петрушевский писал, что Каджары в середине XIII веке переселились из Средней Азии на территорию Ирана, а затем в Закавказье. По Я. В. Рагозине, появление каджаров связано с вторжением в регион монгольского военачальника Хулагу-хана, в войске которого среди других тюркских племен находились и каджары. Подвластные монголам тюркские племена, изначально вместе с монгольским войском принимавшие участие в грабежах и уничтожении местного населения, постепенно стали осваивать земли Ирана и Закавказья, которые они стали получать от захватчиков за верную им службу. Часть племени каджаров при Тимуре и Мираншахе была поселена на территории Азербайджана. По Н. А. Кузнецове, при Газан-хане каджары расселились по всему Ирану, а после падения монгольского государства Ильханов, часть каджар переселилась на запад в Сирию, а также в окрестности Диярбекира и Эрлата. При Тимуре их переселили в район Еревана и Гянджи, согласно Бакиханову — в количестве 50 тысяч семейств.
Согласно «Этно-историческому словарю Российской и Советской империй», каджары исторически проживали на территории Армении. Бакиханов отмечает, что при Сефевидах они были высокопоставленными чиновниками в Армении и Ширване.
Не ясно и происхождение названия «Каджар». Легенда, относящая имя к монгольскому вождю по имени Каджар Нойон, является выдумкой. Однако, согласно Дж. Дж. Рейду, мало сомнений, что каджарский оймак произошел от семейства Дана Халила Баяндура и его потомков через его сына Ибрахима или Айба султана. Новообразованный под эгидой Айба-султана оймак включал представителей субкланов племен баят и баяндур. Имя «Каджар» на самом деле может быть прозвищем, данном Айба-султану из-за его способностей в качестве полководца, или отряду, которым командовал он либо его братья и сыновья, поскольку «гаджар» или «каджар» означает «быстро продвигающийся». Фарук Сюмер же все же считал, что наименование племени происходит от некого вождя по имени Гараджар или Гарджар.

Каджары, придя к власти в Иране [см. Каджары (династия)], разработали нарратив о своём происхождении в качестве племени, который основывался на происхождении от военных последователей монгольских правителей позднесредневекового Ирана. Корни этого мировоззрения можно найти в рассказах каджаров о собственной племенной и династической истории, датируемых XVI веком и ранее. Сарави начинает своё изложение, после вступления, описанием прибытия каджаров в Иран из подобной раю провинции Сирия (Velayat-e eram-neshan-e Sham) до того, как «жемчужина (племени) остановилась и поселилась и пустила корни в сокровищнице Гянджи в Азербайджане» (in javaher ra ganjineh-ye Ganjeh-ye Azarbaijan tavaqqof va tamakkon va tavatton etefaq oftad). К 1850 году, когда Резагулу-хан Xидаят написал свое продолжение всемирной истории Мирxонда для двора Насреддин-шаха, появилась другая версия происхождения. Каджары теперь превратились в потомков некоего Сартак Нояна, полководца из конфедерации джалаиров и советника Газан-хана — первого ильxана, принявшего ислам; сын Сартак Нояна, Каджар Ноян, дал свое имя своим потомкам, которые образовали племя каджар. Авторы со временем развили эту версию, результатом чего стал не только рассказ об их миграции, но и рассказ о знаменитом предке, находившимся в непосредственной близости от центра всемирной политической власти. Однако, как указывает Кевин Гледхилл, эта точка зрения о происхождении каджаров является лишь прагматичной выдумкой, принимая во внимание тот факт, что вплоть до 1490-x годах в источниках нет никакого упоминания о племени каджар. 

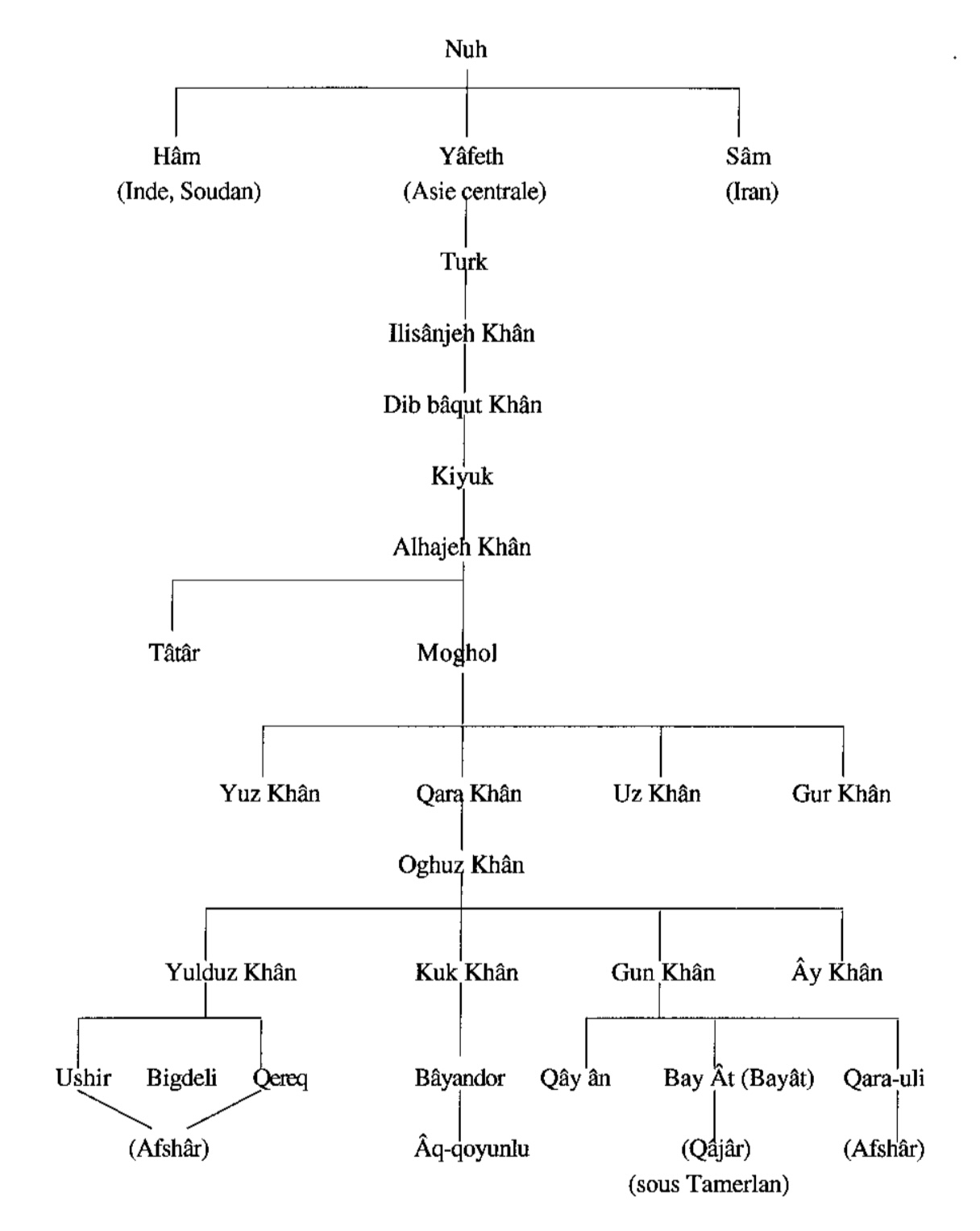
Родословная династии Каджаров согласно Этемаду ал-Салтане.

Мухаммед-Хасан-хан Этемад ал-Салтана, составивший официальную историю Каджаров, «Тарихи-Мунтазами-Насири» («Краткая история Насира»), приводит пятерых авторов периода правления Фатали-шаха, каждый из которых предоставлял отличающуюся информацию. Мухаммед-Таги Алиабади (ум. 1840) утверждал, что Каджары — потомки Тюрка ибн Яфета ибн Ноя, присоединившиеся к конфедерации Ак-Коюнлу и затем к кызылбашской конфедерации Сефевидов. Мирза Абульгасым Гайем-магам Фарахани (ум. 1835), знаменитый визирь Аббаса Мирзы и Мухаммед шаха утверждал, что Каджары не просто потомки Тюрка ибн Яфета ибн Ноя, но и потомки Огуз-хана. Мирза Мухаммед-Садик Вагаи-нигар Марвази (ум. 1834—1835) писал, что Каджары являются туркоманами из города Туркестан в Дешти-Кыпчаке. Старший из пяти братьев, Каджар-хан, предок Каджаров, пришёл в Иран с Огуз-ханом и разбил свой яйлаг и гышлаг в окрестностях Диярбекира и Ахлата в восточной Анатолии. Абдульраззаг-бек Дунбули Мафтун (1762—1828) в качестве предка Каджаров приводил некоего Каджара ибн Сартука ибн Саба из тюркского племени джалаиров. Сартук был назначен атабеком Аргун-хана вторым ильханом Абака-хана. Согласно Мирза Хасану Зонузи Хойи (ум. 1803—1804), предками Каджаров были монголы из Туркестана. Все из них за исключением последнего служили Каджарскому государству, поэтому, скорее предоставляли официальный нарратив. В целом, историки отвергают классические версии ильханидского или тимуридского происхождения каджаров.
Иранский историк Саид Нафиси, исследовав данные каджарских придворных историков и другие доступные свидетельства, пришёл к иным выводам о происхождении каджарского племени. Полагаясь главным образом на лингвистическое свидетельство. Он утверждает, что каджары являются не монголами, а тюрками, и они не из туркоманов или сельджуков, а из западных тюрков и приходятся близкими родственниками xазарам, кыпчакам, булгарам и янакам. Также они закавказского происхождения и переселились в средневековье вместе с другими тюркскими племенами Закавказья. Сперва они поселились в Сирии и затем по прошествии определенного периода переселились в Иран. Они не были приведены в Иран монголами, а переселились туда из Сирии спустя двести лет после монголов. По происхождению они близки к афшарам и баятам, которые, возможно, переселились вместе с ними. Нафиси утверждает, что каджары не переселялись на Ближний Восток из Трансоксианы в качестве одного из составных элементов огузских или монгольских войск, а проникли из Кавказского региона. Советский тюрколог и этнограф Д. Е. Еремеев считал, что племя каджар ведёт своё происхождение от хазаров.

## История

### До XVIII века
Ещё в период жизни Шейха Хейдара один из представителей племени Гара Пири-бек Каджар упоминается в числе его последователей, и, когда Султан Али назначил своим преемником Исмаила и отправил его в Ардебиль, то среди сопровождавших его в числе прочих был и Гара Пири-бек Каджар. Когда Шах Исмаил разбил Альванд-мирзу в битве при Шаруре в 1501 году, каджары были среди его сторонников и составляли одно из кызылбашских племён. Гара Пири-бек Каджар продемонстрировал такую доблесть в этой битве, что Исмаил пожаловал ему прозвище «Тозкопаран» (тюркс. «поднимающий вихрь из пыли»). Среди 7000 членов племён, сопровождавших будущего шаха, Исмаила в его триумфальном марше из Эрзинджана в Ширван, в 1500—1501 годах был контингент из числа каджаров. Несмотря на все это, каджары сыграли незначительную роль в образовании Сефевидского государства. В период Исмаила I источники упоминают всего об одном каджарском эмире помимо Пири-бека: Ача-султане, губернаторе Урфы, носившего прозвище «Гудурмуш» (тюркс. «Обнаглевший»). Ни он, ни Пири-бек не были эмирами первого ранга в плане занятия высокой должности в ранней сефевидской администрации.
Однако уже касательно периода шаха Тахмаспа (1524—1576) в «Тарих-и аламара-и Аббаси» упоминается о как минимум десяти каджарских эмирах (Будаг-хан Каджар, Ибрахим-бек Зиядоглу Каджар, Гёкча-султан Каджар, Шахверди-султан Зиядоглу Каджар, Гара-Хасан Зиядоглу Каджар, Сулейман-бек Зиядоглу Каджар, Юсуф-халифа Зиядоглу Каджар, Мирза Али-султан Каджар, Табгюн/Тойгюн-султан Каджар и Ягуб-султан Каджар), и Сюмер уже указывает каджаров теперь одним из «больших племён». Это связано с тем, что в период кызылбашской анархии (в историографии также используется понятие «Первой кызылбашской гражданской войны») при малолетнем Тахмпаспе (1524—1533) каджары не были вовлечены в сражения. Вдобавок к этому, потери, понесенные считавшимися до тех пор «большими племенами», (в случае с такалу разрушительными потерями) также привели к усилению позиций каджаров. Это предположение подкрепляется сопутствующим ростом значимости племени афшаров в правление Тахмаспа. Подобно каджарам, они не перечисляются Сюмером ни в качестве «большого», ни в качестве «малого» племени в правление шаха Исмаила, но опять же, подобно каджарам, резко возвысились после гражданской войны. Афшары перечисляются Сюмером среди «больших племён» в правление Тахмаспа, и семь афшарских эмиров перечисляются в «Тарих-и аламара-и Аббаси» к моменту смерти Тахмаспа в 1576 году. Как и в случае с каджарами, участие афшаров в гражданской войне представляется минимальным.
На протяжении XVI века каджары оставались относительно других малочисленным племенем, однако, как указывается в Кембриджской Истории Ирана, почти во всех важных событиях этого века в Сефевидском государстве принимал участие хотя бы один каджарский эмир.
В 1574 году, когда Шах Тахмасп серьёзно заболел, встал вопрос о наследовании в Сефевидском государстве. В итоге начался двухлетний период кызылбашской междоусобицы, в которой одни племена поддержали Исмаил-мирзу (по матери кызылбаш; поддерживался большинством кызылбашей), а другие — Хайдар-мирзу (по матери грузин; поддерживался грузинами и устаджлу). В конце концов Хайдар после неудачной попытки переворота был убит, и кызылбаши привели к власти Исмаила. Однако Исмаил, хоть и был кызылбашем по матери, не оправдал их ожидания; проведя много лет в тюрьме, он стал подозрительным и жестоким. В конце концов, в 1577 году Исмаил II был убит. С восшествием на престол Мухаммеда Худабенде власть сосредоточилась в руках его жены Махди Улья (мать будущего шаха Аббаса), потомка иранских правителей Мазендарана, которая проводила протаджикскую политику. За это она была убита кызылбашами, и к 1580 году началась новая гражданская война за власть между кызылбашскими племенами (см. подробнее Сефевидское государство#Исмаил II. Мухаммед Худабенде. Феодальная анархия.).
Каджары вновь сохранили нейтралитет в этих конфликтах. В ходе междоусобицы 1574—1576 гг. они отказались встречаться с представителями обоих фракций (хотя предполагалось, что каджары поддержат Исмаила, который вырос среди каджарского клана Йыва и в бытность губернатором Ширвана наставлялся Гекча-ханом Каджаром), они не участвовали в убийстве Махди Ульи и в гражданской войне приняли ограниченное участие. Известно лишь то, что один каджарский эмир, Губад-хан Каджар, играл второстепенную роль в т. н. «Хорасанском мятеже» (1583 год), когда ряд кызылбашских эмиров в Хорасане попытались провозгласить шахом молодого принца Аббас-мирзу. Мятеж был подавлен, а Губад-хан погиб в битве, но факт поддержки каджарами будущего шаха, а также два предыдущих факта позволили каджарам еще сильнее возвыситься с окончанием гражданской войны и установлением порядка Шах Аббасом. В «Тарих-и аламара-и Аббаси» касательно эпохи Шах Аббаса упоминается не менее 18 каджарских эмиров (Алпан-бек, Абдул-султан, Эмиргюне-бек, Бистам-ага, Тахмаспгулу-бек/хан, Будаг-хан II, Челеби-бек, Мухаммед-хан Зиядоглу, Имамгулу-хан II, Хусейн-хан Мусахиб, Хусейн-хан Зиядоглу Карабаги, Мюршидгулу-хан Зиядоглу, Мухаммедгулу-хан Зиядоглу, Хусейнгулу-бек, Лятиф-хан/бек, Мехраб-хан, Шариф-хан, Мирзахан-бек). Единственное племя с сопоставимым количеством эмиров среди кызылбашей было племя туркман с 14 эмирами.

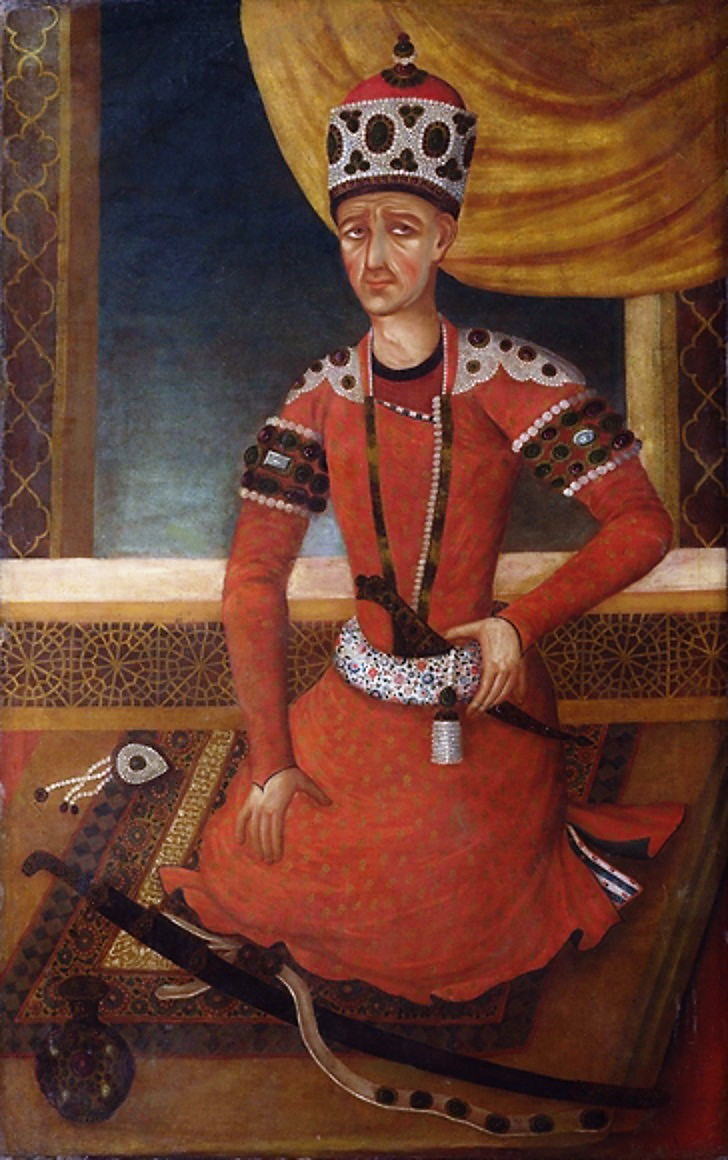
Ага Мохаммед, первый шах Персии из династии Каджар

В годы правления Сефевидов представители племени Каджар управляли Карабахским (правление над Нагорным Карабахом оставалось в руках его армянских правителей) и Чухур-Саадским беглярбегствами, далее и рядом других провинций. Пост карабахского бейлербея занимался различными каджарскими ханами, преимущественно из клана Зиядоглу: Шахверди-султан Зиядоглу (с 1555/1556), Юсиф-халифа Зиядоглу (до 1576), Пейкяр-султан Зиядоглу (недолгое время при Исмаиле II), Ибрагим-бек Зиядоглу (недолгое время при Исмаиле II), Имамгулу-хан (до 1587/1588 года), Мухаммед-хан Зиядоглу (до османского вторжения, см. ниже, и в 1606—1616 гг.), Мухаммедгули-хан Зиядоглы (1616—1626/1627), Муртузакули-хан Зиядоглу (до 1663/1664 года), Угурлу-хан Зиядоглу и т. д. (с середины XVIII века Зиядоглы становятся независимыми ханами). Ещё один хан из Зиядоглу Хасан в 1590 году был назначен даругой Шираза. Эмиргюне-хан Каджар (за храбрость прозван «Сары Аслан» (тюркс. желтый лев)) в 1603 году стал губернатором Эривана, а его сын Тахмасибгулу-хан был губернатором Эривана и Чухурсаада в правление шаха Сефи. Каджарские ханы также занимали посты губернаторов Астрабада и Мерва. Хусейн-хан Зиядоглу упоминается как губернатор Астрабада в 1601 и 1602 году, когда он был отозван в Карабах для участия в боевых действиях против Османов. Мехраб-хан Каджар стал губернатором Мерва в 1608—1609 годах; его сын Муртазагулу-хан, в 1632 году правивший Мервом от имени шаха Сефи, в 1647 году стал главнокомандующим армией Аббаса II. Каджарские ханы занимали важные должности при Тахмаспе I и Аббасе I. Среди них были такие известные личности как Шахгулу Каджар, который в 1555 и 1567 годах был послан первым обсуждать условия мира с Османами, и Аллахгулу-бек, ставший горчубаши Шаха Аббаса в 1591 году.
В 1588 году Карабах, главная каджарская вотчина, была завоевана Османами в ходе очередной османо-сефевидской войны и в столице Карабаха, Гяндже, расположился крупный османский гарнизон. Каджары, усиленные воинами других туркоманских племен Карабаха, попытались отбить Карабах, взяв Гянджу в осаду. В это время между Сефевидами и Османами шли мирные переговоры, ввиду нежелания Аббаса воевать на два фронта, с османами и узбеками. Ввиду осады османский командующий в Тебризе Джафар-паша направил Шах Аббасу (1588—1629) ноту протеста, заявив, что ведение боевых действий во время мирных переговоров неприемлемо. Во избежание срыва столь необходимых переговоров, Аббас приказал каджарам снять осаду, однако они отказались следовать требованию шаха и «оставить богатый Карабах, их племенную вотчину, где у них были поместья и цветущие сады». Тогда Шах Аббас послал каджарам письмо, в котором потребовал покинуть Карабах, но обещал в будущем вернуть Карабах и уважил их чувства к родной земле: «Ваши предки за преданность Сефевидскому дому получили Карабахскую провинцию от моих предков. Политическая ситуация диктует теперь, чтобы мы не оспаривали эту провинцию у осман. Если вы действительно верны мне, вы прекратите военные действия и вернетесь, и я отдам вам во владение земли где угодно вместо Карабаха. Карабах не убежит. Дай Бог, с легкостью вернем; а если нет, никто не может сражаться с судьбой. Я надеюсь, с божьей помощью, праведный победит». Каджары оставили осаду, Шах Аббас же свое обещание не забыл, и Гянджа была отбита в 1606 году в ходе возглавляемой лично им карабахской кампании во время следующей османо-сефевидской войны. Таким образом Карабах вернулся каджарам. Мухаммед-хан Зиядоглу Каджар, который был до османской оккупации губернатором Карабаха, после освобождения из османского плена в 1590 году говорил: «силой священного духа Шейха Сефи Гянджа вернется в сефевидские руки, и я вновь стану губернатором Карабаха». Шах Аббас после победы над османами в Карабахе назначил его обратно на должность губернатора.
Искандер-бек Туркман, автор «Тарих-и аламара-и Аббаси», пишет, что «эта провинция [Карабах] была „пробирным камнем“ (определяющим фактором) [кызылбашской] верности». Часть кызылбашей не прошла это «испытание», оставшись в Карабахе во время османской оккупации, некоторые из них перешли на службу османам. После возвращения Карабаха 15 тысяч семей мусульман, христиан и евреев было выслано Аббасом в Мазендаран «в качестве наказания за неверность». Как указывает Сейвори, большинство каджаров прошло «испытание», получив вскоре новые вотчины.
Так, в 1588 году, непосредственно после потери Карабаха, значительная часть каджаров была переселена Аббасом в Астрабад на северо-востоке Ирана. В 1598 году губернатором Астрабада стал Хусейн-хан Карабаги, отличившийся ранее при подавлении восстания зулькадаров в Фарсе и афшаров в Кермане. Уже в начале XVII века у каджары базировались в трех областях: в Хорасане в районе Мерва, в Астрабаде, на р. Горган, в Карабахе. По Сейвори, Шах Аббас действительно мог сожалеть о захвате османами родины каджаров и хотел возместить их потерю новыми землями.
Есть и другая интерпретация. Согласно Н. А. Кузнецову, Шах Аббас I разделил каджаров на три части и расселил в разных районах государства, преследуя двойную цель: ослабить политическое влияние каджаров на центральную власть и использовать военную мощь племени для защиты государственных границ (в Хорасане против узбеков, в Астрабаде против туркмен, в Карабахе на границе с Грузией). Такое искусственное разделение племени, естественно, ослабило егo. Такого же мнения Джеймс Рейд.
Каждая из разрозненных частей в дальнейшем в течение долгого времени развивалась фактически независимо, не оказывая большого влияния друг на друга.
Мервские каджары были переселены из округа Тебриза. Они были вынуждены вести долгую и упорную борьбу с узбеками, закончившуюся в конце XVIII века разорением Мервского оазиса и переселением подавляющей части его населения в другие места. Провинция Мазендаран, которая была включена в состав Сефевидской империи в 1597 году в правление шаха Аббаса I, превратилась в управляемую каджарами провинцию в правление шаха Сулеймана. Эта богатая сельскохозяйственная провинция была включена в земли шахского домена, или xасса, в правление шаха Аббаса I, но Сефевиды не могли управлять ею нормальным образом. Уязвимость Мазендарана перед лицом нападений туркменских племён и казаков, действовавших из Каспийского моря и вторгавшиxся со своих пастбищ к востоку от Каспия, а также всё возраставшая неспособность сефевидского правительства по обеспечению надлежащей защиты пограничных провинций посредством центральной армии вынудила шаxа Сулеймана передать провинцию племени каджар в течение своего правления. Возврат Мазендарана под племенной контроль указывало на растущую слабость сефевидской администрации и соответствующий рост могущества туркоманскиx племён, особенно в северных пограничных провинциях. Шах Сулейман также назначил провинциальными губернаторами выходцев из туркоманскиx племён в пограничных провинциях Гилян, Хорасан и Азербайджан, переведя их из земель «xасса» в земли «мамалик», с намерением вернуть обратно эти области, а также провинцию Мазендаран, в земли шаxского домена после спада внешней угрозы.
Каджары проживали также на территории исторической Армении. Карабахские каджары не играли большой роли в политической жизни Ирана XVII—XVIII веках. Они владели Карабаxским бейлербейством в качестве тиюля и носили титул бейрялбея. Официальный доход с их тиюля более чем в два раза превышал доход астрабадского бейлербея. Они получали 24 762 тумана и 987 динаров и выставляли военный контингент в 6084 человека. В дельнейшем их количнество в Закавказье ещё более умножилась. Так, согласно «Этно-историческому словарю Российской и Советской империй», переселение каджарских кочевых племен в Карабахское ханство происходило и в XVIII веке.
Более жизнестойкой оказалась горганская (астрабадская) часть каджаров, которая была переселена из Гянджи и Карабаха. В Астрабаде они делились на две главные группы: гоюнлу и девели. Гоюнлу, иззединли, шамбаяты, гарамусалы, ишли и зиядли владели пастбищами ниже крепости Мубаракабад, и поэтому назывались ашагыбаш, в то время как девели, сипанли, куханлы, хазинедарли, гияглы и кярлы владели пастбищами выше крепости и потому назывались юхарыбаш. Каджары успешно отражали нападения хивинцев (узбеков), потеснили местные туркменские племена, захватили хорошие пастбища, численно выросли и укрепились. Обладая значительным и боеспособным племенным ополчением, каджары стали занимать видное место в военно-административном управлении Сефевидов. Горганские каджары, живущие по правому высокому берегу реки Горган, назывались юxари-баш или довалу (возвышенные, верхние). Их центром была крепость Мобаракабад. Левобережные каджары же назывались ашагы-баш или гованлы (низинные), которые считали себя потомками Ак-Коюнлу.
Каджары владели Астрабадом в качестве полуфеодального земельного пожалования, или тиюля. Следуя процедуре, идущей корнями в эпоху Сельджуков, сефевидские шахи предоставляли владельцу тиюля полноту административной власти в обмен на предоставление военного контингента и обязательство защищать границу от вторжений. Пожалованный каджарам тиюль в Астрабаде предоставил ведущему каджарскому хану контроль над провинциальным войском, сбором налогов с провинции и возделыванием земли. В периоды слабости центральной власти пожалование губернаторства и соответствующего тиюля племенным ханам гарантировало де-факто управление провинцией. Для жителей этих провинций практически не было иных средств против правящих племён, кроме прямого восстания или обращения напрямую к короне. Таким образом, каджары правили Астрабадом в качестве племенного имущества на протяжении всего XVII и бо́льшей части XVIII веков.
Бейлербей провинции получал обозначенный центральным правительством доход от своего тиюля. В большинстве случаев реальный доход бейдербея от тиюля намного превышал официальную сумму. В случае с Астрабадом каджарский бейлербей получал доход в размере 10 533 туманов и 4869 динаров. За это бейлербей был обязан предоставлять сефевидской армии 1503 воина. По подсчётам профессора Минорского, общий доход с тиюлей провинции равнялся 12 891 туману и 2005 динарам, а число военнообязанных составляло 2453 человека. Разница между двумя группами данных обусловлена доходами с тиюлей и количеством военнообязанных четырёх главных округов провинции. В работе Минорского «Тадкират аль-мюлюк» нет данных по провинции Мазендаран, что может указывать на то, что сефевидские шахи формально рассматривали её в качестве земель шаxского домена и губернатор не контролировал её в форме официально пожалованного тиюля. Однако доход каджарского бейлербея с этой богатой провинции мог превышать доход с Астрабада, особенно в начале XVIII века, когда административная власть центрального правительства ослабла, предоставив тем самым каджарским вождям возможность более полно эксплуатировать провинцию. Несмотря на то, что львиную часть дохода от провинции получал бейлербей, от одной пятой до одной третьей получали владельцы меньших тиюлей, управлявшие городами и частями провинции. В случае с Астрабадом этими губернаторами были главным образом вожди различных племён провинции, включая племена джалаир и xаджилар. Эти цифры не включают ни персональный доход племенного хана с владений стадами или другим имуществом, ни суммы, получаемые со злоупотребления официальными должностями. Будучи вождём такого крупного племени как каджары, племенной хан должен был обладать соответствующим личным имуществом, а как губернатор провинции имел в распоряжении более чем эффективные инструменты для укрепления своего дохода.
На протяжении бо́льшей части XVII века ветвь каджарского племени юxарыбаш, или девели, удерживала посты губернаторов контролируемых каджарами провинций и была более значимой ветвью племени. Между двумя группами развилась неприязнь, вероятно, по причине близости их пастбищ и соперничеством за ведущие позиции в Астрабаде и Мазендаране, что временами выливалось в открытую вражду. Вдобавок к этому сефевидские шахи использовали конфликт внутри каджарского племени в собственных интересах, стравливая две группы с целью предотвращения объединения племени. Эта политика была успешной до правления шаха Сулеймана, когда вражда между двумя ветвями каджарского племени вылилась в открытые столкновения. Ряд убийств с обеих сторон значительно ослабил племя, что позволило шаху назначить бейлербеем Астрабада не-каджара, Мухаммед-хана Туркман-Казвини.

### XVIII век
Каджары постоянно враждовали между собой из-за пастбищ, а также из-за главенства над всем племенем. Наиболее значительной фигурой среди астрабадских каджаров в начале XVIII века был Фатали-хан из рода ашагыбаш. Он объединил войско из племён каджар и йомут и бросил вызов власти Мухаммед-хана Туркмана. После ряда стычек каджарское войско разбило войско губернатора и Фатали-хан овладел постом губернатора Астрабада. Захват власти Фатали-ханом совпал с периодом сильного упадка сефевидской династии; это создало благоприятную ситуацию для консолидации власти каджарами, которые теперь могли действовать без открытого вмешательства со стороны центральной власти. Слабость центрального правительства также дала каджарскому вождю возможность расширить свою власть на провинцию Мазендаран, которая к первому десятилетию XVIII века превратилась в управляемую каджарами провинцию.
Сочетание удачных обстоятельств дало возможность Фатали-хану Каджару укрепить свою власть в северных провинциях Мазендаран и Астрабад на протяжении первых двух десятилетий XVIII века. И хотя исторические различия между каджарами из кланов ашагыбаш и юxарыбаш не исчезли полностью, сильное правление Фатали-хана временно минимизировало споры. Давление на восточных границах Сефевидского государства со стороны племён белуджей и афганцев вынудило шаха Султан Хусейна игнорировать положение в управляемых каджарами провинциях, которые оставались формально лояльными центральному правительству, и сосредоточиться на угрожаемой пограничной зоне. Возраставшие неэффективность и коррупция в центральной бюрократии ослабили и без того слабую власть шаха в провинциях, управляемых племенными вождями, которые воспользовались возможностью перенаправить ресурсы и доходы в собственные руки. Помимо этого, географическая изоляция северо-восточныx прикаспийских провинций и их защищённость горами Эльбурз изолировало каджаров от имевших место династических конфликтов на Иранском плато. Эти условия позволили Фатали-хану превратить каджарское племя в одно из самых эффективных сил в персидском обществе и постепенно разбить многочисленные сопротивлявшиеся племена Астрабада и Мазендарана без вмешательства извне. В свою очередь, он привёл эти племена под свою власть и расширил свою военную поддержку.
Каджары под руководством Фатали-хана возвысилось в качестве могущественной военной и политической силы в персидском обществе в последние десятилетия правления Сефевидов. Насильственное объединение Фатали соперничавшиx ветвей каджаров, приведение им других туркоманскиx племён под предводительство каджаров и захват власти в Астрабаде и Мазендаране почти полностью совпали с упадком контролируемой Сефевидами администрации. После падения династии Сефевидов в результате вторжения афганцев, воцарилась нестабильная политическая и военная обстановка, перемежаемая правлениями Надир шаха и Керим-хана. В этот период каджарское племя оставалось значительной силой. В периоды, когда племя теряло расположение правящего дома, к примеру, в правление Надир шаха, каджарские вожди находили убежище у туркоманскиx племён, населявших степь между Иранским платом и Центральной Азией, к востоку от Каспийского моря, только для того, чтобы при благоприятном случае вернуться для притязания на гегемонию в каджарском племени и в провинциях Астрабад и Мазендаран и повторного утверждения племени в качестве могущественной силы политической жизни страны. Эти процессы повторялись после правлений Надир шаха и Керим-хан. Среди каджаров и других туркоманскиx племён Астрабада и Мазендарана, которые стали рассматриваться ветвью гованлы в качестве семейного владения, сохранялась база поддержки для потомков Фатали-хана.
В долгосрочной перспективе, деление внутри каджарского племени сыграло положительную роль в поддержании могущества каджаров в политической жизни. Когда потомки Фатали-хана из ветви ашагыбаш впадали в опалу, к примеру, в правления Надир шаха и Керим-хан, члены соперничавшей ветви племени занимали посты в армии правителя и управляли северо-восточными провинциями. Это гарантировало сохранение этих провинций под контролем каджаров. Более того, члены каджарского племени, проживавшие в Гяндже и Карабахе, также служили в национальной армии и укрепляли связи с прикаспийскими каджарами. В прикаспийских провинциях сохранялась степень поддержки потомков Фатали-хана, что приводило к повторяющемуся разгоранию соперничества между двумя ветвями каджарского племени в ходе каждого нового кризиса престолонаследия в стране. Несмотря на то, что это соперничество закончилось трагически для Мухаммед Хасан-xана в ходе его борьбы за трон с Керим-ханом Зендом после смерти Надир шаха, оно привело к господству ветви юxарыбаш в течение правления Керим-хана. В этот период потомки Фатали-хана продолжали считать эти провинции своим законным владением. Когда внук Фатали-хана, Ага Мухаммед-хан, совершил побег из Шираза в Мазендаран сразу же после смерти Керим-хана в 1779 году, он нашёл здесь базу для власти среди каджарского и туркоманскиx племён, которую он использовал в своей борьбе за трон Ирана.
Для последующей истории см. Каджары (династия)

## Современные потомки
Согласно «Этноисторическому словарю Российской и Советской империй», являются субэтнической группой азербайджанцев, подавляющее большинство которых проживает в Иране. Американский антрополог Ричард Уикис также отмечает, что азербайджанцы Ирана, в зависимости от своего места проживания, используют обозначение каджар.
Каджары принимали участие в этногенезе азербайджанского народа.
По мнению туркменистанского автора Солтанша Атаныязова, в настоящее время, каджары в качестве рода входят в состав туркменских этнографических групп алили, гёклен, йомут и олам.
Часть племени каджар, поселившаяся в Хорасане и Астерабаде, слилась с туркменским народом.
Из астерабадских каджаров происходит одноимённая шахская династия в Иране (1796—1925).

### Расселение
Компактно расселены в горном районе Совар-Шаку в провинции Горган и в долине Хазар-Джериб в провинции Мазендеран. Число каджаров сегодня превышает 35000 человек. Подавляющее большинство проживает в Иране.

### Язык
Говорят на языке тюркской группы, справочник Ethnologue относит язык каджаров к диалектам азербайджанского языка.

### Религия
Мусульмане-шииты, часть — сунниты.

### Быт
Традиционно занимаются земледелием в долине и кочевым скотоводством (овцы и козы) в горах. Многие живут в городах, занимают относительно высокое социальное положение.

## Комментарии
1. ↑  Под таджиками подразумеваются не современные таджики, а весь ираноязычный элемент Ирана (как то персы, мазендеранцы и т.д.)
2. ↑  После него на некоторое время губернатором становится грузинский гулям Давуд-хан, см. Карабахское беглербекство